# Anthony Davis
Anthony Marshon Davis Jr. (Chicago, 11 maart 1993) is een Amerikaans basketballer die uitkomt voor de Dallas Mavericks in de NBA. Hij speelt power-forward en center.

## Carrière
In het seizoen 2011/12 speelde Davis voor het college-team van de University of Kentucky (Kentucky Wildcats), waarmee hij het NCAA-kampioenschap won. Hij werd uitgekozen voor de NBA-draft van 2012 als eerste in de eerste ronde. Tijdens zijn eerste seizoen in de NBA werd hij geselecteerd om deel te nemen aan het NBA Rising Stars Challenge en aan het einde van het seizoen werd hij NBA All-Rookie First Team. In de All-Star Game van 2017, waarin hij 52 punten scoorde, werd hij verkozen tot MVP.
In de zomer van 2019 werd Davis op eigen verzoek naar de Los Angeles Lakers gestuurd, waar hij aan de zijde van LeBron James zou spelen. In de ruil waren ook Lonzo Ball, Josh Hart, De'Andre Hunter, Brandon Ingram, Isaac Bonga, Jemerrio Jones en Moritz Wagner. James liet meteen weten dat Davis zijn favoriete nummer 23 (ook het nummer van James) zou mogen behouden, maar uiteindelijk veranderde Davis zijn nummer toch in 3. In het seizoen 2019/20 won hij zijn eerste NBA-kampioenschap met de Lakers.
Davis speelt een gastrol in de film Space Jam: A New Legacy uit 2021 als zichzelf. Hij won met de Amerikaanse nationale ploeg een gouden medaille op de Olympische Spelen van 2012 in Londen en het wereldkampioenschap in 2014.
In februari 2025 werd hij geruild naar de Dallas Mavericks in een ruil waarbij ook de Utah Jazz betrokken waren. Andere spelers in de ruil waren: Luka Dončić, Maxi Kleber, Markieff Morris, Max Christie, Jalen Hood-Schifino en enkele draftkeuzes.

## Erelijst
- NBA-kampioen: 2020
- NBA All-Star: 2014, 2015, 2016, 2017, 2018, 2019, 2020, 2021
- NBA All-Star Game MVP: 2017
- All-NBA First Team: 2015, 2017, 2018, 2020
- All-NBA Second Team: 2024
- NBA All-Defensive First Team: 2018, 2020, 2024
- NBA All-Defensive Second Team: 2015, 2017
- NBA All-Rookie First Team: 2013
- NBA 75th Anniversary Team
- Olympische Spelen: 2012
- Wereldkampioenschap: 2014

## Statistieken

### Reguliere seizoen
| Seizoen  | Team                 | WG  | WS  | MPW  | 2P%  | 3P%  | FW%  | RPW  | APW | SPW | BPW | PPW  |
| -------- | -------------------- | --- | --- | ---- | ---- | ---- | ---- | ---- | --- | --- | --- | ---- |
| 2012/13  | New Orleans Hornets  | 64  | 60  | 28,8 | 51,6 | 0,0  | 75,1 | 8,2  | 1,0 | 1,2 | 1,8 | 13,5 |
| 2013/14  | New Orleans Pelicans | 67  | 66  | 35,2 | 51,9 | 22,2 | 79,1 | 10,0 | 1,6 | 1,3 | 2,8 | 20,8 |
| 2014/15  | New Orleans Pelicans | 68  | 68  | 36,1 | 53,5 | 8,3  | 80,5 | 10,2 | 2,2 | 1,5 | 2,9 | 24,4 |
| 2015/16  | New Orleans Pelicans | 61  | 61  | 35,5 | 49,3 | 32,4 | 75,8 | 10,3 | 1,9 | 1,3 | 2,0 | 24,3 |
| 2016/17  | New Orleans Pelicans | 75  | 75  | 36,1 | 50,5 | 29,9 | 80,2 | 11,8 | 2,1 | 1,3 | 2,2 | 28,0 |
| 2017/18  | New Orleans Pelicans | 75  | 75  | 36,4 | 53,4 | 34,0 | 82,8 | 11,1 | 2,3 | 1,5 | 2,6 | 28,1 |
| 2018/19  | New Orleans Pelicans | 56  | 56  | 33,0 | 51,7 | 33,1 | 79,4 | 12,0 | 3,9 | 1,6 | 2,4 | 25,9 |
| 2019/20  | Los Angeles Lakers   | 62  | 62  | 34,4 | 50,3 | 33,0 | 84,6 | 9,3  | 3,2 | 1,5 | 2,3 | 26,1 |
| 2020/21  | Los Angeles Lakers   | 36  | 36  | 32,3 | 49,1 | 26,0 | 73,8 | 7,9  | 3,1 | 1,3 | 1,6 | 21,8 |
| 2021/22  | Los Angeles Lakers   | 40  | 40  | 35,1 | 53,2 | 18,6 | 71,3 | 9,9  | 3,1 | 1,2 | 2,3 | 23,2 |
| Carrière | Carrière             | 604 | 599 | 34,4 | 51,5 | 30,3 | 79,4 | 10,2 | 2,3 | 1,4 | 2,3 | 23,8 |
| All-Star | All-Star             | 6   | 3   | 16,4 | 70,6 | 16,7 | 50,0 | 4,8  | 0,3 | 1,3 | 0,5 | 20,5 |

### Play-offs
| Seizoen  | Team                 | WG | WS | MPW  | 2P%  | 3P%  | FW%  | RPW  | APW | SPW | BPW | PPW  |
| -------- | -------------------- | -- | -- | ---- | ---- | ---- | ---- | ---- | --- | --- | --- | ---- |
| 2014/15  | New Orleans Pelicans | 4  | 4  | 43,0 | 54,0 | 0,0  | 88,9 | 11,0 | 2,0 | 1,3 | 3,0 | 31,5 |
| 2017/18  | New Orleans Pelicans | 9  | 9  | 39,8 | 52,0 | 27,3 | 82,8 | 13,4 | 1,7 | 2,0 | 2,4 | 30,1 |
| 2019/20  | Los Angeles Lakers   | 21 | 21 | 36,6 | 57,1 | 38,3 | 83,2 | 9,7  | 3,5 | 1,2 | 1,4 | 27,7 |
| 2020/21  | Los Angeles Lakers   | 5  | 5  | 28,8 | 40,3 | 18,2 | 83,3 | 6,6  | 2,6 | 0,6 | 1,6 | 17,4 |
| Carrière | Carrière             | 39 | 39 | 37,0 | 53,8 | 32,6 | 83,8 | 10,3 | 2,8 | 1,3 | 1,8 | 27,3 |

0 Kuzma ·
1 Caldwell-Pope ·
3 Davis ·
4 Caruso ·
5 Horton-Tucker ·
7 McGee ·
9 Rondo ·
10 Dudley ·
11 Bradley ·
12 Cacok ·
14 Green ·
18 Waiters ·
21 Smith ·
23 James ·
28 Cook ·
37 Antetokounmpo ·
39 Howard ·
88 Morris ·
Coach Vogel